# Żaba wodna
Żaba wodna (Pelophylax kl. esculentus, syn. Rana esculenta, właśc. Rana kl. esculenta) – płodny mieszaniec (hybryda) żaby jeziorkowej i żaby śmieszki z grupy żab zielonych. Na ogół wytwarza gamety zawierające genom tylko jednego z gatunków rodzicielskich, zwykle żaby śmieszki. Jest więc kleptonem – stąd skrót „kl” w nazwie systematycznej. Może być diploidalna lub triploidalna.

## Występowanie
Żyje zazwyczaj we wspólnych populacjach z żabami jeziorkowymi. Zamieszkuje Europę Środkową i od południowej Szwecji aż po Zatokę Fińską, a na południu jej zasięg dochodzi do Włoch i północnej Bułgarii. Obszar jej występowania niemal idealnie pokrywa się z zasięgiem żaby jeziorkowej, samotnie występuje tylko w północnych Niemczech, Danii i południowej Szwecji, gdzie tworzy czyste populacje. Na Bornholmie występuje razem ze śmieszką. W górach dochodzi do 800 m n.p.m. W Polsce jest pospolita na nizinach.

## Właściwości ekologiczne i tryb życia

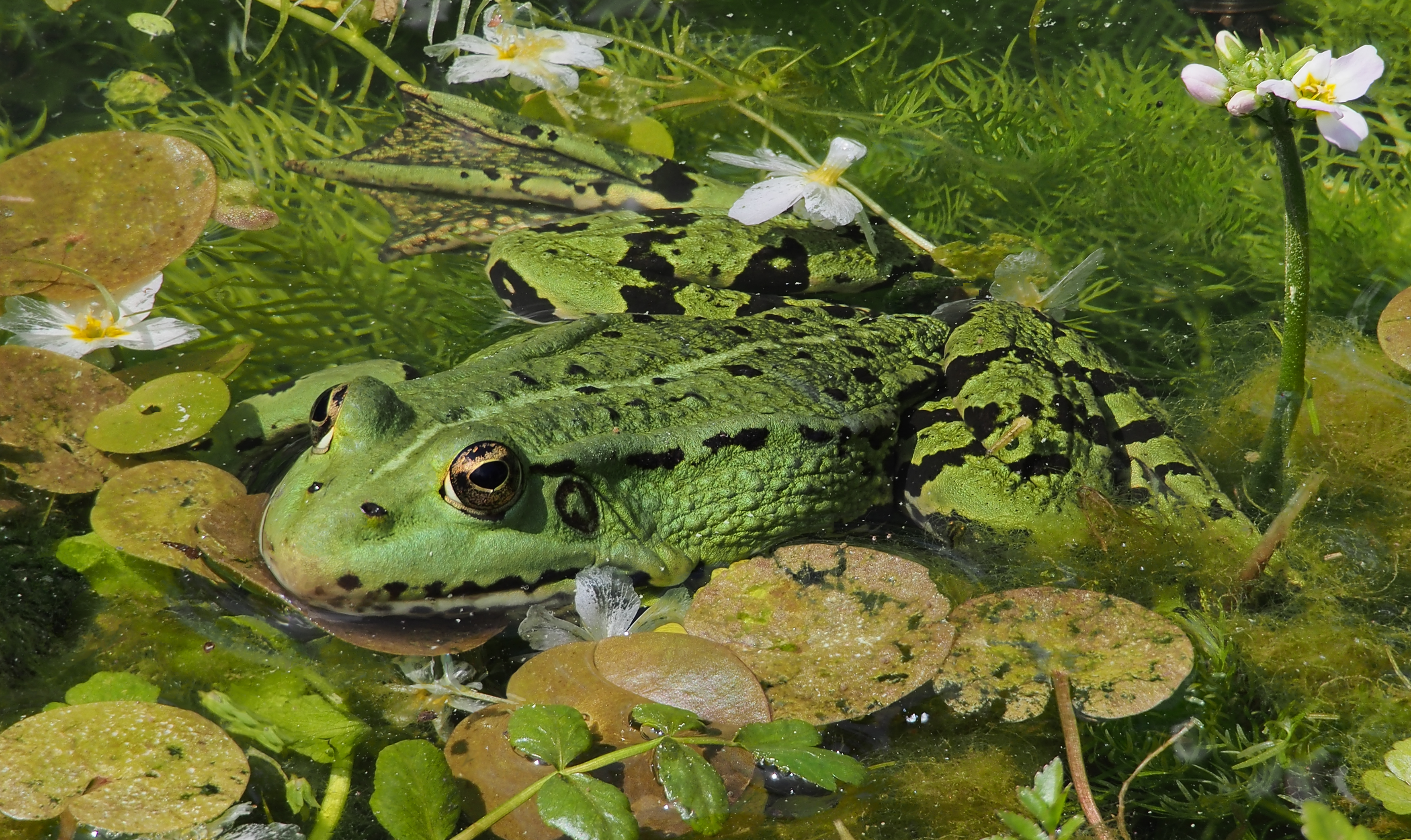
Żaba wodna wśród roślinności

Żaba wodna należy do tzw. żab zielonych, stale przebywających nad wodami. Wybiera obficie zarośnięte wody stojące, występuje w małych i dużych płytkich zbiornikach wodnych jak stawy czy zatoki jezior, po okresie godowym można ją spotkać również nad wodami wolno płynącymi. Występuje zwykle w koloniach mieszanych razem z żabą jeziorkową, o wiele rzadziej ze śmieszką, wyjątkowo z obydwoma tymi gatunkami. Są też znane czyste kolonie żaby wodnej, bez jeziorkowej i śmieszki.
Jest gatunkiem dziennym.
Żaba wodna, zwłaszcza osobniki młode, może odbywać wędrówki w poszukiwaniu nowego środowiska, zwykle podczas ciepłych deszczów nawet do 2,5 km. Oprócz tego regularnie wędruje wiosną z zimowisk do miejsc rozrodu, jesienią z powrotem do miejsc zimowania.
Na sen zimowy udaje się wraz z nastaniem pierwszych przymrozków, w październiku. Zimuje gromadnie zagrzebana w mule lub pod warstwą resztek roślinnych w niezamarzających do dna zbiornikach wodnych. W przeciwieństwie do żaby jeziorkowej wybiera wody płynące, takie jak strumienie, rowy melioracyjne, małe rzeki. Młode, niedojrzałe płciowo okazy, a wyjątkowo dorosłe, zimują na lądzie. Budzi się z początkiem kwietnia, czyli później niż żaby brunatne. W dużych zbiornikach pojawia się wcześniej, razem z żabą śmieszką, w małych później, z żabą jeziorkową.
W niewoli żyje do 14 lat.
Wbrew swej łacińskiej nazwie esculentus, jak i angielskiej edible frog („żaba jadalna”) na niektórych obszarach, w porównaniu do innych żab zielonych i brunatnych nie jest szczególnie często jadana.

## Morfologia
Bardzo podobna do żaby jeziorkowej, wykazuje wiele cech pośrednich pomiędzy żabą jeziorkową a śmieszką (m.in. głos). W celu pewnego oznaczenia żabę trzeba schwytać i zbadać, a według niektórych opinii konieczne jest przeprowadzenie cytogenetycznych badań kariotypu oraz cytologicznych badań wielkości erytrocytów. Dymorfizm płciowy jest dobrze zaznaczony.

### Wymiary
Żaba wodna jest mniejsza od śmieszki, większa od jeziorkowej, samiec jest mniejszy i smuklejszy od samicy. Samce osiągają długość 5,4–9,7 cm, samice 5,4–11,5 cm, najczęściej odpowiednio 6–8 cm i 7–9 cm.

### Ubarwienie

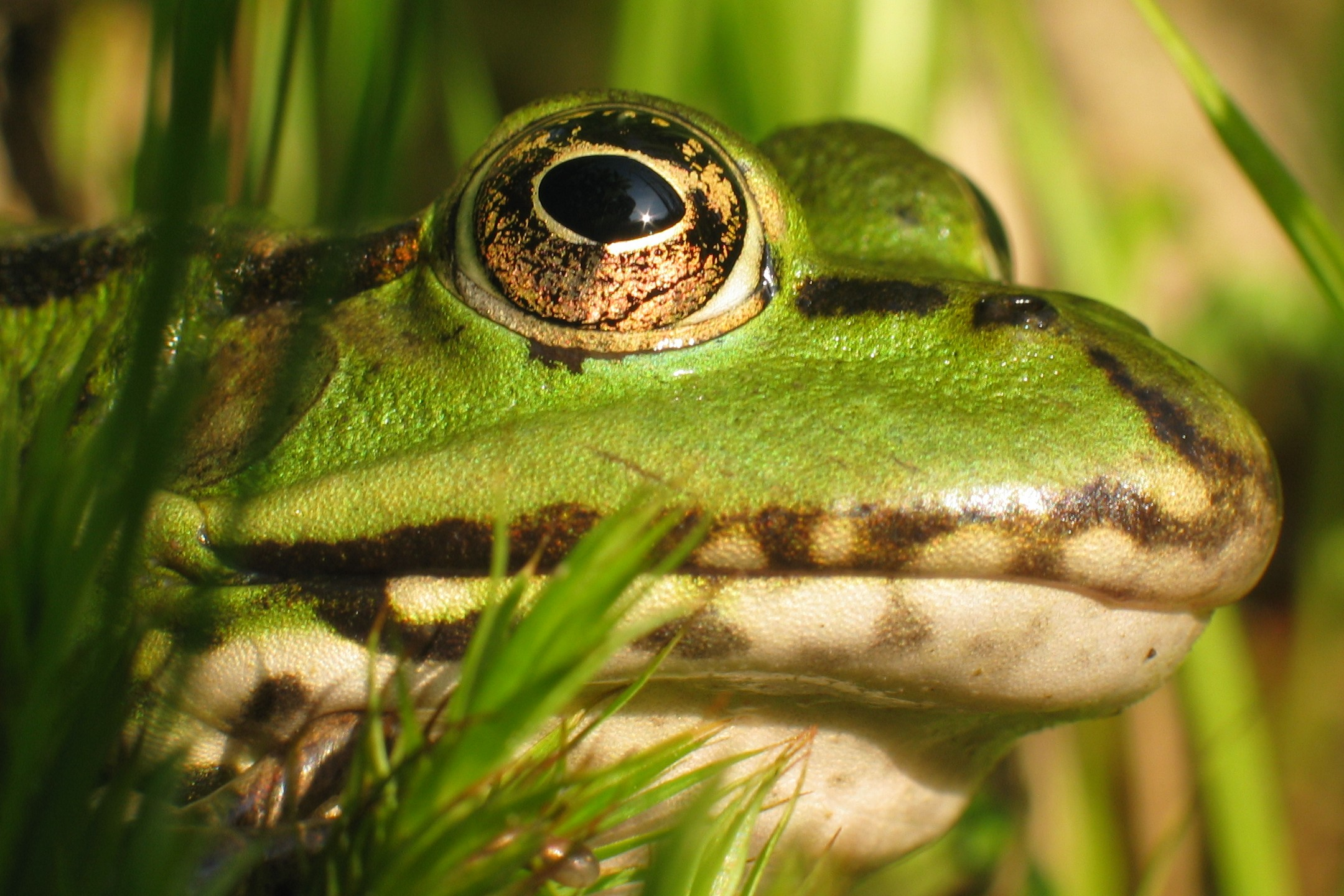
Głowa żaby wodnej

Ubarwienie żaby wodnej wykazuje bardzo dużą zmienność międzyosobniczą, jest niemal takie samo jak u żaby jeziorkowej. Może być ono tylko cechą pomocniczą przy oznaczaniu.
Grzbietowa część ciała (w tym kończyn tylnych) ma zwykle kolor trawiastozielony (a nie zielonobrunatny jak u śmieszki), z jasnozieloną linią kręgową. Czarne plamy występujące nielicznie na grzbiecie są małe i koliste, a nie duże i nieregularne jak u śmieszki. Plamami pokryte są też boki, na kończynach układają się one w paski. Typowa żaba wodna, w przeciwieństwie do wielu okazów żaby jeziorkowej, nie ma w okolicy biodrowej grzbietu rozległej rdzawobrązowej plamy. Brak jest też u niej żółtych plam, które u żaby jeziorkowej tworzą w pachwinach tylnych kończyn i na udach charakterystyczny czarnożółty marmurek. Fałdy grzbietowe ma dobrze rozwinięte.
Znane są jednak okazy inaczej umaszczone, np. o barwie żółtawej, oliwkowozielonej, a nawet czekoladowobrązowej.

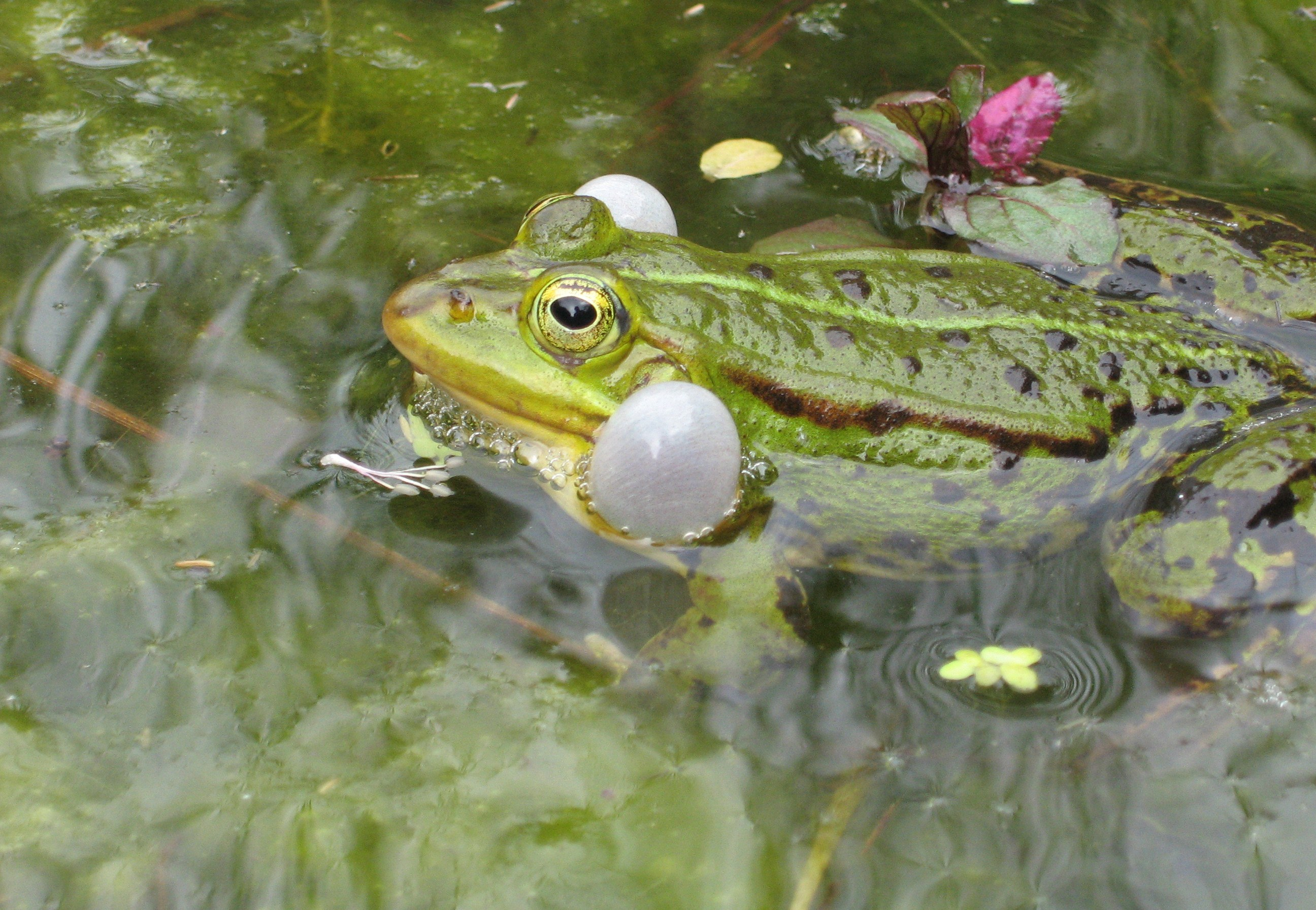
Wydający głos samiec żaby wodnej z rezonatorami

Ogólnie ubarwienie żaby zielonej jest typowym ubarwieniem ochronnym, jej część grzbietowa przypomina nawet liście rdestu ziemnowodnego, Polygonium amphibium.
W okresie godowym grzbiet samców RL i RLL (RRL w bardzo niewielkim stopniu; objaśnienia skrótów w artykule Hybrydogeneza żab zielonych) staje się bardziej lub mniej żółty, podobnie jak u żaby jeziorkowej.

### Inne cechy
Żaba wodna ma dobrze rozwinięte błony pławne spinające palce tylnych odnóży. Na pierwszych palcach przednich odnóży samców występują modzele godowe, znacznie ciemniejsze niż u żaby jeziorkowej. Długie i mocne tylne nogi umożliwiają jej wykonywanie dalekich skoków.
Samce mają dwa rezonatory rozmieszczone symetrycznie po bokach głowy.

### Oznaczanie
Cechy diagnostyczne podawane w kluczach do oznaczania:
|                                                       | żaba jeziorkowa           | żaba wodna              | żaba śmieszka                       |
| grzbietowa strona ciała                               | zwykle trawiastozielona   | zwykle trawiastozielona | zielonobrunatna o odcieniu stalowym |
| wewnętrzny modzel piętowy („pięta”)                   | duży, wysoki, symetryczny | duży, asymetryczny      | bardzo mały                         |
| – jego długość w długości pierwszego palca mieści się | 1,5–2 razy                | 2–3 razy                | 3–4 razy                            |
| podudzie w porównaniu do uda                          | krótsze                   | równe                   | znacznie dłuższe                    |
| więc w odnóżach zgiętych w „kolanie” pięty            | zupełnie nie stykają się  | lekko nakrywają się     | wyraźnie nakrywają się              |

## Pokarm
Na pożywienie żaby wodnej składają się przede wszystkim lądowe owady dzienne (muchówki z wyjątkiem komarów, błonkoskrzydłe – głównie mrówkowate i pszczołowate, chrząszcze lądowe). Słabo reaguje na użądlenia pszczół (pszczoły miodnej Apis mellifera) – często ma kilka żądeł w języku.
W mniejszym stopniu zjada dżdżownice, pająki krzyżakowate, dorosłe ważki, ślimaki (głównie lądową bursztynkę), różne niewymienione wcześniej owady lądowe, w mniejszym stopniu wodne (pluskwiaki, chrząszcze), a nawet kijanki żab, w tym również własnego gatunku, drobne kręgowce.

## Rozmnażanie

### Pora godowa i składanie skrzeku

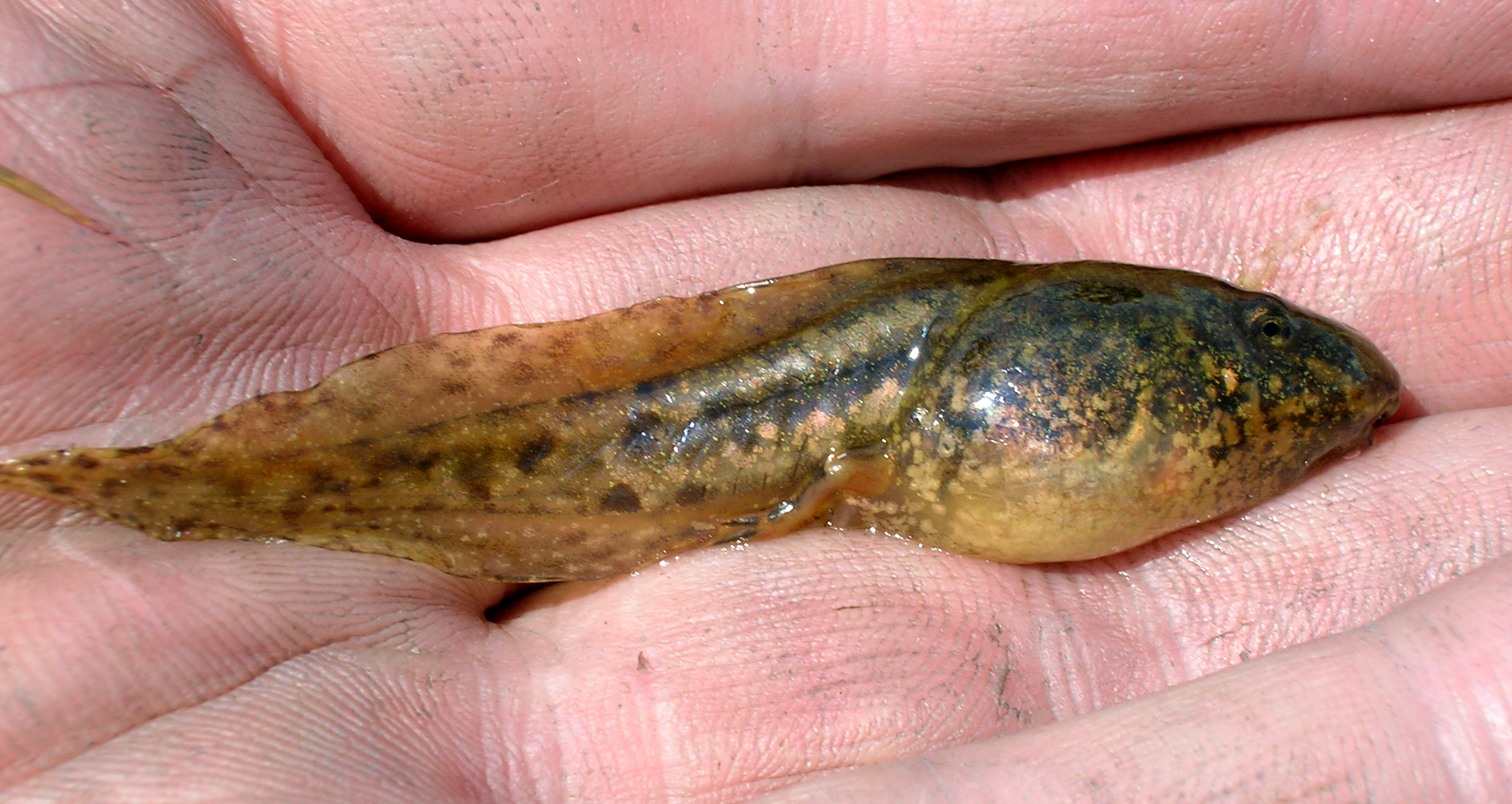
Kijanka żaby wodnej

Okres godów przypada na koniec wiosny i początek lata, w Polsce na połowę maja, później niż u żab brunatnych. Inaczej niż u nich i podobnie jak u innych żab zielonych jest więc poprzedzony dłuższym okresem aktywnego życia oraz żerowania od chwili opuszczenia zimowiska, co wynika z późnego terminu owulacji. Głównym czynnikiem wyzwalającym porę godową są pierwsze wiosenne upały oraz wzrost temperatury wody do 18–20 °C. Trwa ona zwykle miesiąc.
W okresie tym samce żaby wodnej tworzą nad wodami chóry wydając gromadnie charakterystyczny głos godowy zwany potocznie rechotem, ze zwracającą uwagę powtarzającą się sylabą errrr. Jest on wzmacniany dzięki nadymanym jak baloniki dwóm pęcherzom głosowym (rezonatorom) znajdującym się po bokach głowy.

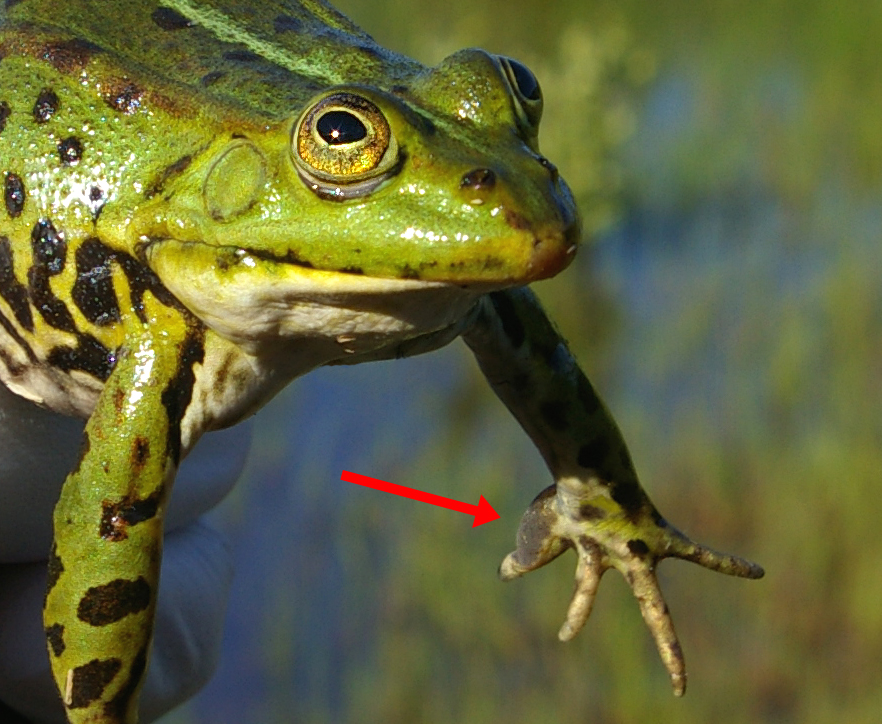
Samiec żaby wodnej, strzałka wskazuje modzel godowy

Na pierwszych palcach przednich odnóży pojawiają się też u nich modzele godowe, a skóra (zwłaszcza samców RL i RLL) przybiera bardziej lub mniej żółtawą barwę.
Samce wchodzą na grzbiet samic, obejmując je łapami, przyjmując razem pozycję określaną terminem ampleksus. Pomagają im w tym modzele godowe. U żaby wodnej jak u pozostałych żab oraz u ropuch jest to amplexus axillaris (pachowy).
Podobnie jak ma to miejsce u innych żab, samica składa skrzek mający postać dużych nieforemnych buł, zwykle na dnie zbiornika wodnego. W ciągu jednego sezonu od prawie 3 do około 10 tysięcy jaj, w 4–15 oddzielnych kłębach. Średnica komórek jajowych wynosi 1,5–2 mm.

### Kijanki
Kijanki w stadium maksymalnego rozwoju są dosyć duże, osiągają przeważnie rozmiary 8–10 cm, ale notowano okazy o długości nawet 18,3 cm. Ich rozmiary zależą w znacznym stopniu od warunków środowiska. Rozwój i przeobrażenie kijanek trwa od 65 do 80 dni. Świeżo przeobrażone żabki (ze śladem płetwy ogonowej) mają zwykle długość 20–35 mm.

### Hybrydogeneza

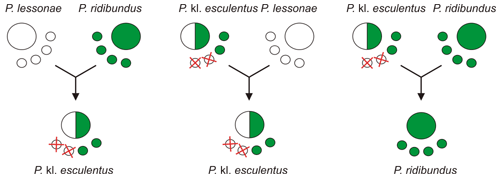
Typowy sposób międzygatunkowego krzyżowania się żaby jeziorkowej (Pelophylax lessonae), śmieszki (Pelophylax ridibundus) i będącej ich mieszańcem żaby wodnej (Pelophylax kl. esculentus, P. lessonae × P. ridibundus). Duże kółka oznaczają dorosłe żaby, małe – gamety, brak gamet zawierających genom jednego z gatunków rodzicielskich.

Żaba wodna (Pelophylax kl. esculentus) jest płodnym mieszańcem żaby jeziorkowej (P. lessonae) oraz żaby śmieszki (P. ridibundus). Rozmnaża się i powstaje jednak głównie poprzez krzyżówki wsteczne samic z samcami jednego z gatunków rodzicielskich (P. kl. esculentus × P. lessonae lub rzadziej × P. ridibundus). Na ogół podczas gametogenezy usuwa genomy żaby jeziorkowej i wytwarza gamety, takie jakby była żabą śmieszką. Tego rodzaju sposób rozmnażania się hybryd nazywany jest hybrydogenezą.
Krzyżówki pomiędzy żabą jeziorkową a śmieszką są rzadsze, ponieważ gatunki te mają nieco odmienne wymagania w stosunku do środowiska i na ogół nie występują razem. Od czasu do czasu zdarza się jednak powstawanie nowych osobników żaby wodnej poprzez bezpośrednie krzyżowanie się gatunków rodzicielskich.
Zjawisko jest niezwykle skomplikowane, nie zawsze tak schematyczne jak na ilustracji obok.

## Ochrona
W Polsce objęta jest od 8 października 2014 roku częściową ochroną gatunkową, a wcześniej objęta była ochroną ścisłą.
Żaba wodna nie jest obecnie wymieniana w Czerwonej księdze gatunków zagrożonych IUCN; dawniej klasyfikowana była w kategorii najmniejszej troski (LC – Least Concern).